# Sólyom C. Lajos
Sólyom C. Lajos (névváltozat: Sólyom Lajos; angolul: Louis C. Solyom) (Pieńkowce, Galícia, 1836 – Bethesda, Maryland, 1913. április 23.) a Habsburg Birodalom magyar katonája, amerikai emigrációban amerikai szabadságharcos, majd nyelvtudós, fordító, a washingtoni Kongresszusi Könyvtár hivatalnoka (1868–1913).

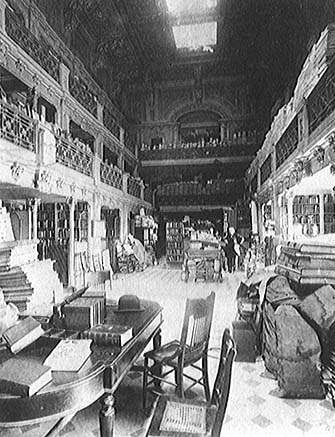
A Kongresszusi Könyvtár belső tere (1890)

## Életpályája
Régi magyar nemesi családból származott, melynek birtoka a Somogy vármegyei Antalfán volt. Ő maga nem Magyarországon született, mert apja a galíciai Pienkowce helységben teljesített kormányszolgálatot a fia születésekor. 16 éves korában beállt az osztrák hadseregbe, nyolc évig szolgált a Lichtenstein huszárezredben. Részt vett az észak-itáliai harcokban. Leszerelése után Garibaldi seregéhez akart csatlakozni, de már nem volt rá szükség, befejeződött Itália egyesítése. Ezek után emigrált Amerikába, 1861 júniusában érkezett meg a New York-i kikötőbe.
Már folyt az amerikai polgárháború, kis tájékozódás után képzett katonaként az unionisták oldalán a 31-ik New York-i önkéntes ezredbe állt be. Majdnem két esztendőn át harcolt, tizenegy csatában vett részt, ebből a legnevezetesebb az antietami csata volt, ahol meg is sebesült. 1863 júniusában szerelt le főhadnagyi rangban. New Yorkban egy banknál helyezkedett el könyvelőként, mellette egy kis könyvantikváriumot is vezetett. 1866 körül családot alapított, feleségül vett egy washingtoni lányt, házasságukból később két leány és egy fiúgyermek született. 1868-ban a washingtoni nemzeti könyvtár, a Kongresszusi Könyvtár hivatalnoka lett 1200 dolláros kezdő fizetéssel. 45 éven át itt dolgozott 1913-ban bekövetkezett haláláig.
Sólyom C. Lajos belépésekor kezdődött az amerikai nemzeti könyvtárban az az időszak (1868–1913), amikor a könyvtár 200 000 kötetes állománya kétmillió kötetre emelkedett. Nagy feladat volt a világ számos népének tudományos, történelmi, irodalmi és művészeti anyagát rendszerezni, feldolgozni. Sólyom C. Lajos vezette a feldolgozó munkát, azaz a katalogizálási osztály vezetője lett. Nagy nyelvtehetsége nagy segítségére volt a feldolgozói munkának, húsz nyelven folyékonyan beszélt, s még 12 másik nyelven meg tudta értetni magát. Szép kézírással megszámlálhatatlan mennyiségű katalóguscédulát írt, melyek legnagyobb része nagyon sokáig használatban volt, egy részük talán még ma is. A mellékelt 1890-es korabeli fotón is feltűnő a sok beérkező csomag, a megszámolhatatlan mennyiségű feldolgozandó könyv.
Magyar szemszögből Sólyom legnagyobb érdeme a magyar nyelvű könyvek rendszerezése, feldolgozása volt, hiszen ez az anyag is a kiegyezéstől az első világháború kitöréséig erős gyarapodásnak indult. A török nyelvű könyvek állományát is ő rendszerezte, több török nyelvű könyvet le is fordított angolra, e munkásságáért szultán érdemrend kitüntetést kapott 1899-ben. Sólyom a kínai és egyéb keleti nyelvű könyvek rendszerezésében és katalogizálásában is élen járt. A kínai nyelvet könyvekből tanulta meg, a könyvtárban rajta kívül senki nem értett kínaiul. Valójában ő vetette meg az alapjait a Kongresszusi Könyvtár később híressé vált ázsiai gyűjteményének.